# Atraphaxis pyrifolia
Espèce
Classification APG III (2009)
Atraphaxis pyrifolia est une espèce de plantes à fleurs du genre Atraphaxis et de la famille des Polygonaceae. C'est un buisson se rencontre en Asie centrale, dans le Tian Shan central, l'Ala-Taou de Kirghizie, autour de Talas, dans la vallée de la rivière Tchatkal, dans la vallée de Ferghana et au sud de cette vallée.

## Taxonomie
Atraphaxis pyrifolia a été étudiée en 1851 par Alexander von Bunge dans Beitrag zur Kenntniss der Flora Russlands und der Steppen Central-Asiens.

## Description
Atraphaxis pyrifolia est une plante vivace à feuilles caduques qui croît dans les régions de type steppique. Son buisson peut atteindre 1 à 2 m de hauteur. Ses feuilles ovales (de 15 à 20 mm de longueur et de 10 à 15 mm de largeur), ressemblant à celles des poiriers, sont d'un vert clair brillant et ses fleurs aux boutons roses deviennent d'un jaune rosâtre et fleurissent en mai-juin. Les tiges sont dressées et presque sans feuilles à la fin des rameaux.

## Habitat
Atraphaxis pyrifolia se rencontre sur les pentes pierreuses ou sablonneuses de vallées de contreforts montagneux et dans des zones steppiques.